# Giardini Colonna
I giardini Colonna sono stati un parco di proprietà della famiglia Colonna a Marino, sui Colli Albani. Erano annessi al Casino Colonna, costruito nella prima metà del Cinquecento.
I giardini, abbandonati nel corso del Settecento, furono adattati ad uso produttivo all'inizio del XIX secolo e divennero noti come "Orti Colonna" o "Giardinaccio". A cavallo tra Ottocento e Novecento l'area, a ridosso del centro di Marino, è stata ampiamente urbanizzata; oggi è inclusa nel quartiere Borgo Garibaldi.

## Storia

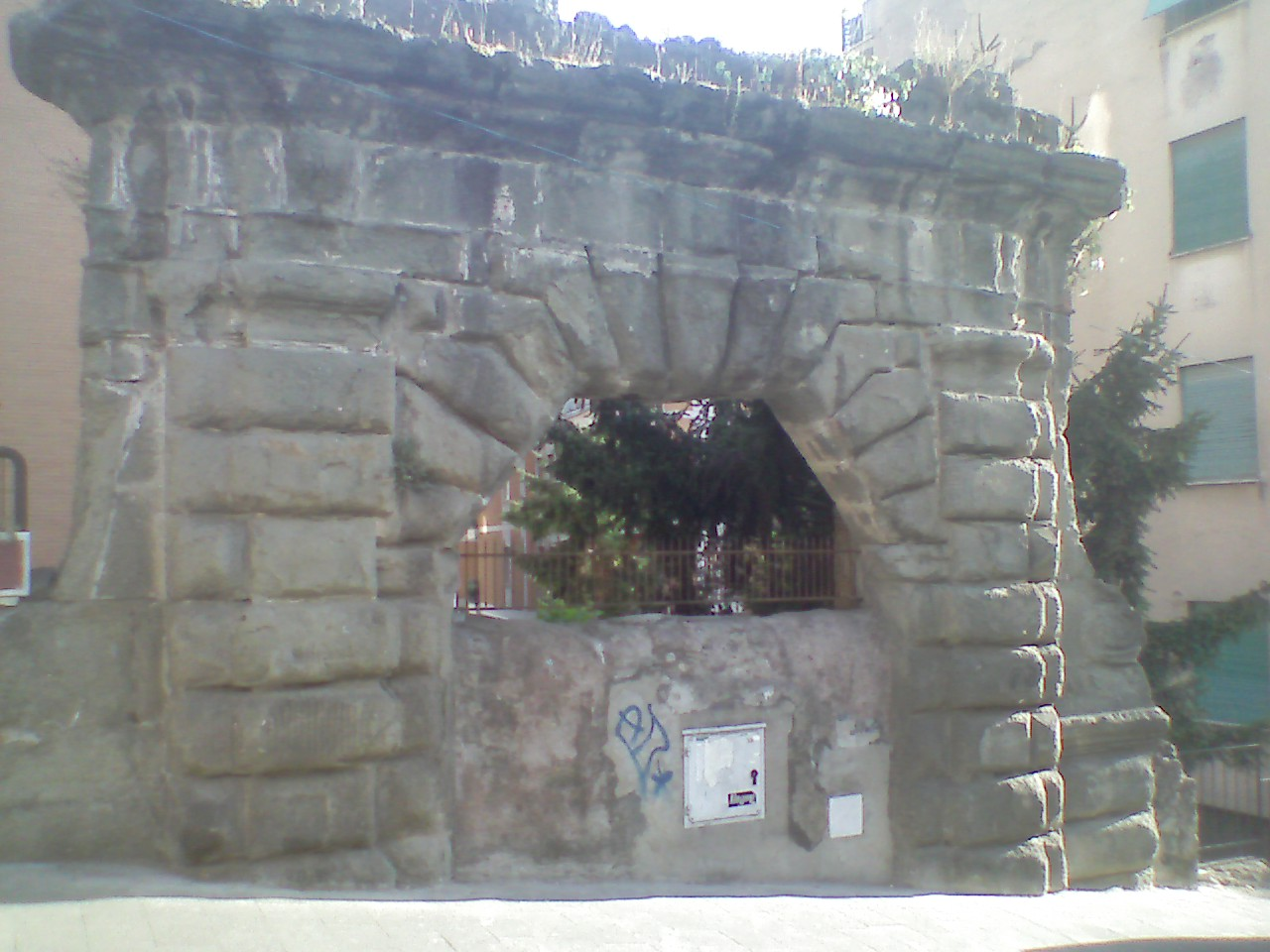
Uno dei due archi cosiddetti "del Paradiso", accessi ai Giardini.

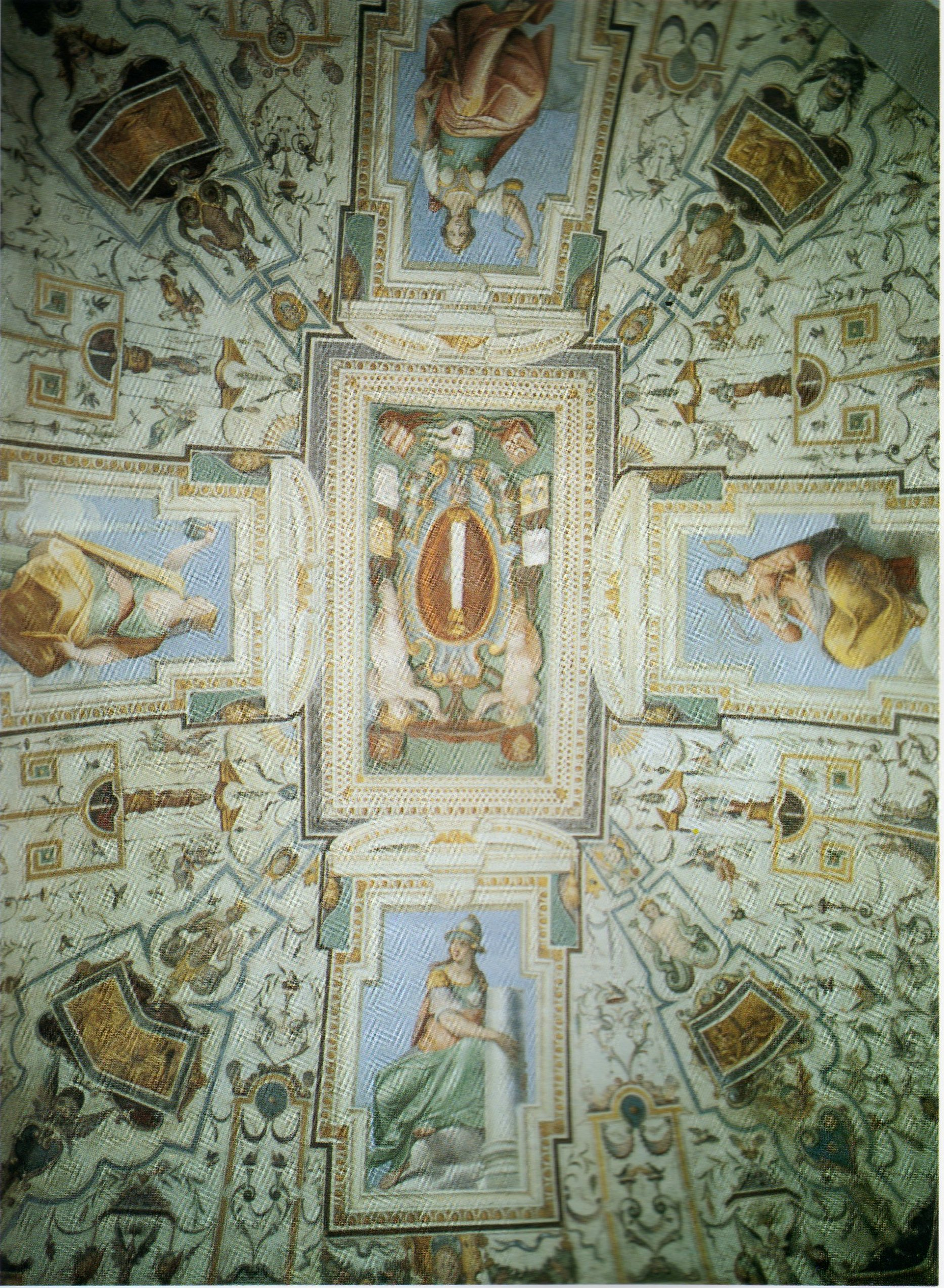
La volta affrescata del soffitto del Casino.

### La creazione e l'ampliamento
Il primo nucleo dei Giardini, il più grande, chiamato "Giardino Vecchio", fu voluto dal principe Ascanio I Colonna in abbinamento alla costruzione di Palazzo Colonna, iniziata nel 1532, e all'apertura della Strada Nuova, oggi via Roma, risalente probabilmente al 1536.
Nel 1584 il figlio terzogenito di Marcantonio II Colonna, Ascanio Colonna, decise di ampliare il parco verso sud creando il Giardino Nuovo, una terrazza sul Bosco Ferentano al cui centro è il Casino Colonna. L'opera venne progettata dall'architetto Girolamo Rainaldi.
Nel Casino vennero realizzati affreschi che rappresentano la gloria della famiglia Colonna e di Marcantonio, vincitore nel 1571 della battaglia di Lepanto.
Tra il Giardino Vecchio e il Giardino Nuovo, il viadotto della via Castrimeniense scavalcava il parco, congiungendo Porta Romana a piazza del Mercato, oggi Borgo Garibaldi.
I celebri architetti francesi Charles Percier e Pierre-François-Léonard Fontaine descrissero il Casino nella loro pubblicazione del 1809 Choix des plus célèbres maisons de plaisance de Rome et de ses environs, ammirandone l'architettura e le decorazioni, definendolo "uno di quegli edifici che una modesta apparenza ha sottratto alla celebrità".

### La decadenza ottocentesca
Il complesso verde venne in seguito ridotto ad area seminativa, con la creazione dei Granai Colonna sull'attuale via della Stazione, come risulta nel Catasto gregoriano del 1816: fu anche amministrata per un certo periodo dal cardinal Agostino Rivarola.
Nel Catasto gregoriano, realizzato tra il 1816 e il 1835 e rimasto in vigore dal 1835 al 1870, l'intera proprietà risultava come "Eredità del fu principe Filippo Colonna amministrata da S. E. il Cardinal Rivarola Agostino": la particella 2010 era occupata da una "fontana", la 2011 da "muri diroccati", la 775 era una "casa ad uso di magazzino con corte", cioè i Granai Colonna, la 778 era una "casa di proprio uso", cioè l'antico Casino, mentre le particelle 776, 777 e 779, corrispondenti all'antico Giardino Nuovo, erano terreni seminativi.
Nel 1877 il sindaco di Marino Sigismondo Zelinotti pose le basi per la futura espansione urbanistica dell'abitato, facendo acquistare al Comune l'area degli Orti Colonna e altri terreni in località San Rocco: a tale scopo, il Comune si espose per un fido bancario di 200000 lire circa con la Cassa Depositi e Prestiti. Il sindaco inviò anche una lettera al principe Giovanni Andrea Colonna, chiedendogli di acconsentire alla vendita dell'area di sua proprietà a un prezzo equo; ma fu inutile: infatti, il 20 febbraio 1879 il prefetto di Roma autorizzò l'esproprio dell'area, fatto eseguire dal sindaco il 1º marzo dello stesso anno. In cambio, al principe fu riconosciuto il prezzo di 11660 lire.

### L'urbanizzazione
Il Comune di Marino, divenuto proprietario dell'area degli Orti, già Giardini Colonna, predispose subito un piano di urbanizzazione redatto dall'ingegner Luigi Pellini. Innanzitutto, fu predisposta la realizzazione di uno stradone d'accesso al paese (oggi viale Massimo d'Azeglio) alternativo alla ripida via Romana (oggi via Costa Batocchi). La nuova strada era lunga circa 700 metri e larga 20 (esclusi i marciapiedi, previsti in seguito); faceva tre curve: la prima (all'incrocio con via Roma) con un angolo di 51°, la seconda (attuale incrocio con via Paolo Mercuri) di 44°, la terza di 11°.
Per il completamento della strada, nel 1888 venne deliberato l'abbattimento del tratto settentrionale delle antiche mura di Marino e della trecentesca porta Giordana.
La parte centrale dei Giardini, ora circondata da quattro strade, nel 1898 fu destinata dal Comune alla costruzione di un edificio scolastico.
Nel 1904 l'ingegnere Achille Grandi chiese di edificare due villini, oltre al proprio, nel relitto dell'area ex-Orti Colonna, a destra della nuova strada. Il Consiglio comunale concesse gratuitamente il permesso a costruire, uno per anno, quelli che ben presto divennero i tre "Villini Grandi". In uno dei villini fu residente per qualche tempo Giuseppe Ungaretti.
Nel 1910 l'avvocato Edoardo Pompei ottenne la concessione per costruire un villino accanto ai tre preesistenti, pagando 2 lire al metro2.
Negli anni del fascismo, nell'area centrale destinata a uso scolastico fu realizzata la palestra della Gioventù Italiana del Littorio, oggi di pertinenza dell'istituto comprensivo statale "Giacomo Carissimi", il cui plesso (asilo, scuole elementari e medie) risale al secondo dopoguerra.
Negli anni Cinquanta l'area è stata completamente urbanizzata a eccezione del Casino Colonna, il quale, dopo un periodo di abbandono, fu acquistato dallo scrittore Alberto Moravia intorno al 1960. Moravia vendette in seguito la struttura allo scultore Umberto Mastroianni, che ebbe a dichiarare:
(Umberto Mastroianni, Un artista a Marino, in Vittorio Rufo (a cura di), Marino. Immagini di una città, Ciampino 1991.)
Mastroianni visse nel Casino Colonna fino alla sua morte, avvenuta nel 1998. Oggi l'immobile è stato acquistato da cittadini stranieri.

## Descrizione
(Charles Percier e Pierre-François-Léonard Fontaine, Choix des plus celebres maisons de plaisance de Rome et de ses environs, Parigi 1809)

### Il Casino Colonna e il Giardino Vecchio
I restauri condotti negli anni Sessanta hanno portato alla luce gli stupendi affreschi del piano nobile: quelli del salone sono quasi interamente conservati, mentre nella galleria e in una stanza adiacente ne restano delle parti; si suppone che tutti gli ambienti del piano nobile fossero affrescati.
Umberto Mastroianni ha raccontato di aver acquistato il Casino direttamente da Alberto Moravia. Lo scultore fontanese fece risistemare la proprietà, ribattezzandola "Casal Paradiso" e aprendola alle frequenti visite di importanti personaggi internazionali e locali, tra cui egli stesso amava ricordare Sandro Pertini. Egli collocò nel giardino del Casino anche alcune sue sculture, come una fontana ornamentale in peperino, "Uomo" (1942), l'"Omaggio a Copernico" (1971) e "Macchina sacrale" (1988).

### Il Giardino Nuovo
L'accesso ai Giardini fu realizzato nel Cinquecento attraverso due portali gemelli posti ai due lati della via Romana (o Castrimeniense), la principale strada d'accesso a Marino da Roma. Questi portali ancora esistono in via Costa Batocchi, assediati dalla moderna urbanizzazione, accecati e posti molto al di sotto dell'attuale piano di caplestìo. Sono realizzati in peperino, e la parte inferiore è a bugnato, secondo il gusto manierista dell'epoca.
Non sappiamo molto altro riguardo alla sistemazione del Giardino Nuovo, salvo che doveva esserci una grande fontana rotonda ancora segnata sulla pianta del Catasto Gregoriano.